# Trentepohlia luteicosta
Trentepohlia luteicosta là một loài ruồi trong họ Limoniidae. Chúng phân bố ở miền Australasia.